# Met masker en zwaard
Met masker en zwaard is een stripverhaal uit de reeks van De Rode Ridder. Het is geschreven en getekend door Karel Biddeloo. De eerste albumuitgave was in 1971.

## Het verhaal
Midden in een bos ontmoet Johan een rondreizend toneelgroep, bestaande uit de leider Wilhelm, diens dochter Hannelore, Balor (de Duivel), Heinz (de Dood) en de gebochelde dwerg Kurt. Door een verwonding van Heinze wordt Johan gevraagd om zijn hulp. Johan stemt toe. Bij een jaarmarkt in een stad treden ze op. Na de voorstelling wandelt Johan nog rond en verdedigt de eer van jonkvrouw Rosemarie. Zij is op zoek naar toneelspelers. Zo komt het dat Johan en het toneelgroep uitgenodigd zijn voor een optreden in het kasteel. Ondertussen komt Johan erachter dat er verdachte zaken spelen in het toneelgroep. 
Tijdens de voorstelling in het kasteel blijkt een val opgezet te zijn voor Johan, waarna hij na een verhit gevecht uitgeschakeld wordt en in de kerker wordt gegooid ter afwachting van zijn vonnis. Jonkvrouw Rosemarie is overtuigd van zijn onschuld en wil Johan bevrijden. Echter wordt zij door de dwerg Kurt bedwelmd en ontvoerd. Johan weet ondertussen de kasteelheer van zijn onschuld te overtuigen. Hannelore komt even later het losgeld opeisen. Johan haalt haar over om Rosemarie te bevrijden en een nieuw leven te beginnen. Als Hannelore het kasteel verlaat, wordt zij opgewacht door Kurt, die haar dodelijk verwondt en ervandoor gaat met het valse losgeld (zak stenen). Johan is getuige van haar sterven en maakt daarna jacht op Kurt. Op het nippertje weet hij Kurt te doden. 
Johan volgt de sporen van de rest van het toneelgroep en vindt in het bos de lijk van Wilhelm. Deze is door Balor en Heinz vermoord. Als Johan hun kamp ontdekt, hebben Balor en Heinz ruzie. Johan bevrijdt Rosemarie en weet na een kort gevecht Balor en Heinz gevangen te nemen. Teruggekomen op het kasteel krijgt Johan bericht van Merlijn om snel terug te keren om Parcifal bij te staan. Johan neemt daarop afscheid van de kasteelheer en Rosemarie.

## Trivia
- In deze uitgave bedankt Rosemarie Johan met een innige omhelzing, waarbij hun lippen elkaar net niet raken. Sommigen zien hier de eerste kus in, maar daar is geen overeenstemming over.